# My Cousin Rachel
My cousin Rachel és una pel·lícula estatunidenca dirigida per Henry Koster, estrenada l'any 1952, adaptació de la novel·la del mateix nom: My Cousin Rachel de Daphne du Maurier.

## Argument
Quan el seu ric cosí Ambrose mor en circumstàncies misterioses, Philip Ashley sospita de Rachel, l'esposa del seu cosí, d'haver-lo enverinat per prendre-li la seva fortuna. El mòbil de l'homicidi sembla no tenir sentit, ja que és en Philip qui hereta del seu cosí. Philip, sospitós, busca de tota manera a desemmascarar-la, però en la seva primera trobada cau immediatament sota l'encant de la jove vídua...

## Repartiment
- Olivia de Havilland: Rachel
- Richard Burton: Philip Ashley
- Audrey Dalton: Louise
- Ronald Squire: Nick Kendall
- George Dolenz: Rainaldi
- John Sutton: Ambrose Ashley
- Tudor Owen: Seecombe
- J.el Sr. Kerrigan: Reverend Pascoe
- Margaret Brewster: la Sra. Pascoe
- Alma Lawton: Mary Pascoe
- Lumsden Hare: Tamblyn

## Premis i nominacions

### Premis
- Globus d'Or a la millor nova promesa per Richard Burton

### Nominacions
- Oscar al millor actor secundari per Richard Burton
- Oscar a la millor fotografia per Joseph LaShelle
- Oscar a la millor direcció artística per Lyle R. Wheeler, John DeCuir, Walter M. Scott
- Oscar al millor vestuari per Charles Le Maire, Dorothy Jeakins
- Globus d'Or a la millor actriu dramàtica per Olivia de Havilland